# Unidad periférica de Xánthi
Xánthi (en griego Ξάνθη, Xánthi) es una unidad periférica de Grecia, situada en la periferia de Macedonia Oriental y Tracia. La capital es la ciudad de Xánthi. Hasta el 1 de enero de 2011 fue una de las 51 prefecturas en que se dividía el país.

## Municipios
Desde el año 2011, la unidad periférica de Xánthi se divide en los siguientes cuatro municipios: 

Municipios de la unidad periférica de Xánthi.

| Municipio | Población (2011) | Capital | Número |
| --------- | ---------------- | ------- | ------ |
| Xánthi    | 65 133           | Xánthi  | 1      |
| Abdera    | 19 005           | Genisea | 2      |
| Myki      | 15 540           | Sminthi | 3      |
| Tópiros   | 11 544           | Évlalo  | 4      |